# Ingrid Robeyns

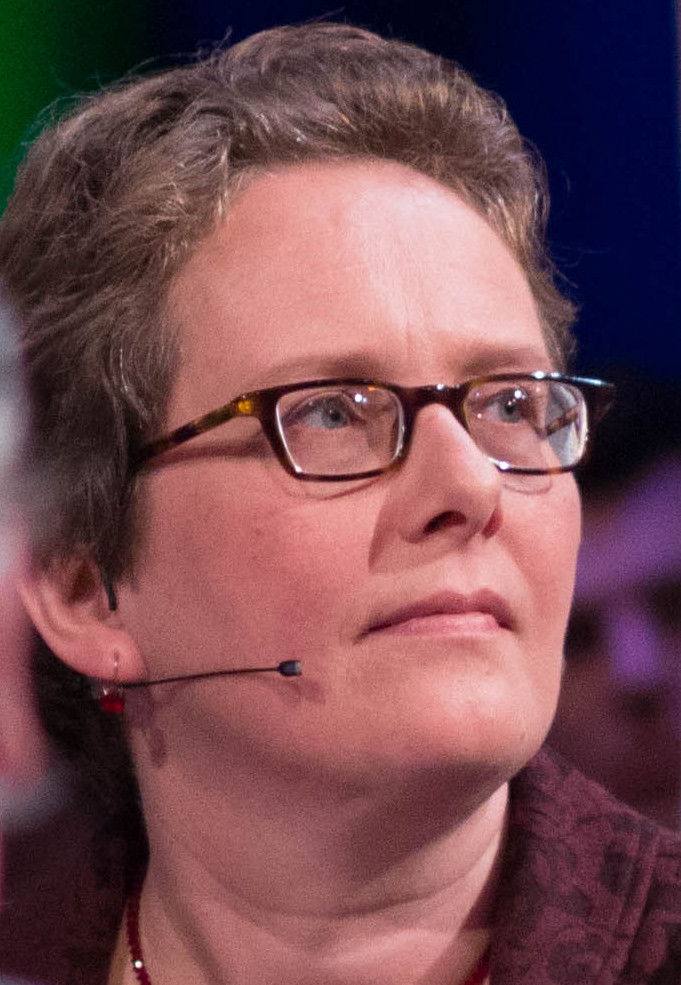
Ingrid Robeyns (2014)

Ingrid Robeyns (geb. 1972 in Leuven) ist eine belgisch-niederländische Philosophin und Wirtschaftswissenschaftlerin, die sich vor allem durch ihre Beiträge zur politischen Philosophie und angewandten Ethik einen Namen gemacht hat. Ihre Forschungsarbeit konzentriert sich auf Themen wie soziale Gerechtigkeit, den Capability Approach und die Ethik extremer Reichtumsverteilungen. Sie ist Inhaberin des Lehrstuhls für Ethik der Institutionen am Ethik-Institut der Universität Utrecht.

## Leben
Robeyns erwarb im Jahr 1997 an der KU Leuven einen Masterabschluss in Wirtschaftswissenschaften, 2007 an der Open University einen Masterabschluss in Philosophie und promovierte 2003 an der Fakultät für Politik und Wirtschaft der Universität Cambridge. Ihre Doktorarbeit, die unter der Betreuung Amartya Sens entstand, widmete sich der Anwendung des Capability Approach auf die Geschlechterungleichheit. Bevor sie 2014 an die Universität Utrecht kam, bekleidete Robeyns von 2008 bis 2014 den Lehrstuhl für Praktische Philosophie an der Erasmus-Universität.

## Wirken
Robeyns’ Forschungsinteressen liegen im Bereich der analytischen normativen Philosophie, insbesondere in Theorien der Gerechtigkeit und angewandten ethischen Fragen. Sie hat umfangreich zum Capability Approach geforscht. Ihr Buch Wellbeing, Freedom, and Social Justice: The Capability Approach Re-Examined gilt als Schlüsselwerk in diesem Bereich.

### Limitarismus
Ein zentrales Thema in Robeyns’ jüngsten Arbeiten ist die Frage nach den ethischen und politisch-philosophischen Grenzen des Reichtums. Sie prägte den Begriff Limitarismus, der eine Obergrenze für extremen Reichtum umfasst. Durch ihre Forschung und Veröffentlichungen, darunter das Buch Limitarianism. The Case Against Extreme Wealth, hat sie wichtige Beiträge zur Debatte über Wirtschaftsungleichheit und Gerechtigkeit geleistet.

## Auszeichnungen
- 2018: Wahl zum Mitglied der Königlich Niederländischen Akademie der Wissenschaften[5]
- 2022: „Vici-Grant“ der Niederländischen Organisation für Wissenschaftliche Forschung, die höchste individuelle Forschungsförderung in den Niederlanden[1]
- 2025: Stevin-Preis

## Schriften (Auswahl)
- Gender inequality. A capability perspective. Universität Cambridge, Cambridge 2002 (englisch, cam.ac.uk [abgerufen am 27. April 2024] Dissertation, Universität Cambridge).
- mit Harry Brighouse: Measuring justice. Primary goods and capabilities. Cambridge University Press, Cambridge 2010, ISBN 978-0-521-88451-8 (englisch).
- Wellbeing, Freedom and Social Justice. The Capability Approach Re-Examined. Open Book Publishers, Cambridge 2017, ISBN 978-1-78374-421-3, doi:10.11647/obp.0130 (englisch, openbookpublishers.com [abgerufen am 27. April 2024]).
- als Hg.: Having Too Much. Philosophical Essays on Limitarianism. Open Book Publishers, Cambridge 2023, ISBN 978-1-80064-966-8, doi:10.11647/obp.0338 (englisch, openbookpublishers.com [abgerufen am 27. April 2024]).
- Limitarismus. Warum Reichtum begrenzt werden muss. S. Fischer Verlag, Frankfurt am Main 2024, ISBN 978-3-10-397162-0 (englisch: Limitarianism. The case against extreme wealth. London 2024. Übersetzt von Ulrike Bischoff).